# Пісочин (Богодухівський район)
Пісочи́н — село в Україні, у Богодухівській міській громаді Богодухівського району Харківської області України.
- Поштове відділення: Мерлянське

## Географія
Село Пісочин знаходиться на правому березі річки Мерла. Нижче за течією розташоване село Шийчине. Вище — село Шигимажине. На протилежному березі знаходиться село Філатове.

## Історія
- 1794 рік — дата заснування.
- 12 червня 2020 року, відповідно до розпорядження Кабінету Міністрів України № 725-р «Про визначення адміністративних центрів та затвердження територій територіальних громад Харківської області», село увійшло до Богодухівської міської громади[1].
- 19 липня 2020 року, в результаті адміністративно-територіальної реформи та ліквідації Богодухівського району (1923—2020), село увійшло до складу новоутвореного Богодухівського району Харківської області[2].

## Відомі люди
У селі народилися
- українська акторка Калина Марія Олександрівна.
- Мізяк Таміла Іванівна (1992—2024) — молодша сержантка збройних сил України. учасниця російсько-української війни.